# (1807) Slovakia
(1807) Slovakia ist ein Asteroid des Hauptgürtels, der am 20. August 1971 von dem slowakischen Astronomen Milan Antal am Observatorium Skalnaté Pleso (IAU-Code 056) in der Slowakei entdeckt wurde.
Der Asteroid ist nach der Slowakei, dem Heimatland des Entdeckers, benannt.